# Winslow (Arkansas)
Winslow es una ciudad ubicada en el condado de Washington en el estado estadounidense de Arkansas. En el Censo de 2010 tenía una población de 391 habitantes y una densidad poblacional de 79,08 personas por km².

## Geografía
Winslow se encuentra ubicada en las coordenadas 35°48′5″N 94°7′54″O / 35.80139, -94.13167. Según la Oficina del Censo de los Estados Unidos, Winslow tiene una superficie total de 4.94 km², de la cual 4.93 km² corresponden a tierra firme y (0.21%) 0.01 km² es agua.

## Demografía
Según el censo de 2010, había 391 personas residiendo en Winslow. La densidad de población era de 79,08 hab./km². De los 391 habitantes, Winslow estaba compuesto por el 95.91% blancos, el 0.26% eran afroamericanos, el 0.51% eran amerindios, el 0.51% eran asiáticos, el 0% eran isleños del Pacífico, el 0.26% eran de otras razas y el 2.56% pertenecían a dos o más razas. Del total de la población el 2.05% eran hispanos o latinos de cualquier raza.